# Istarawshan
Istaravshan (en tadjik Истаравшан) és una ciutat i districte (jamoat) de la província de Sughd, al sud del Tadjikistan, a 78 km al sud-oest de Khodjend i del riu Sirdarià. La seva població estimada el 2000 era de 52.200 habitants. El seu nom Ura Tube (Ura-Tube, Ura-Tyube o Ura-Teppa) fou canviat oficialment aquest any 2000 sent reanomenada Istaravshan. Està situada al nord de les faldilles de les muntanyes Turkestan.
El districte limita amb Uzbekistan al nord i oest, i amb Kirguizstan a l'est, tenint al sud territori de Tadjiskistan. La superfície és de 1.830 km² i la població estimada és d'uns 200.000 habitants la major part a les regions rurals.

## Història
Per la història antiga vegeu Ushrusana.
Va ser part dels dominis dels samànides, karakhànides, seljúcides, Coràsmia, Imperi Mongol, kanat de Txagatai, Kanat de Mogulistan i kanat Uzbek (xibànides) després anomenat de Bukhara, del que es va independitzar a la segona meitat del segle xviii. Va formar un kanat independent fins que fou incorporat al kanat de Kokand vers 1815.
Vegeu: Ura Tepe.
El 1866 fou ocupada per Rússia, i va ser part del govern general del Turquestan. Després de la revolució de 1917 formà part de la República Socialista Soviètica del Turquestan fins que el 1924, junt amb Bukharà i Khivà, l'Àsia central es va dividir en repúbliques de base ètnica dins la Unió Soviètica, quedant dins el Tadjikistan, que va assolir la independència el 1991. El govern tadjik va decidir canviar el seu nom tradicional per Istaravshan l'any 2000.

## Galeria d'imatges

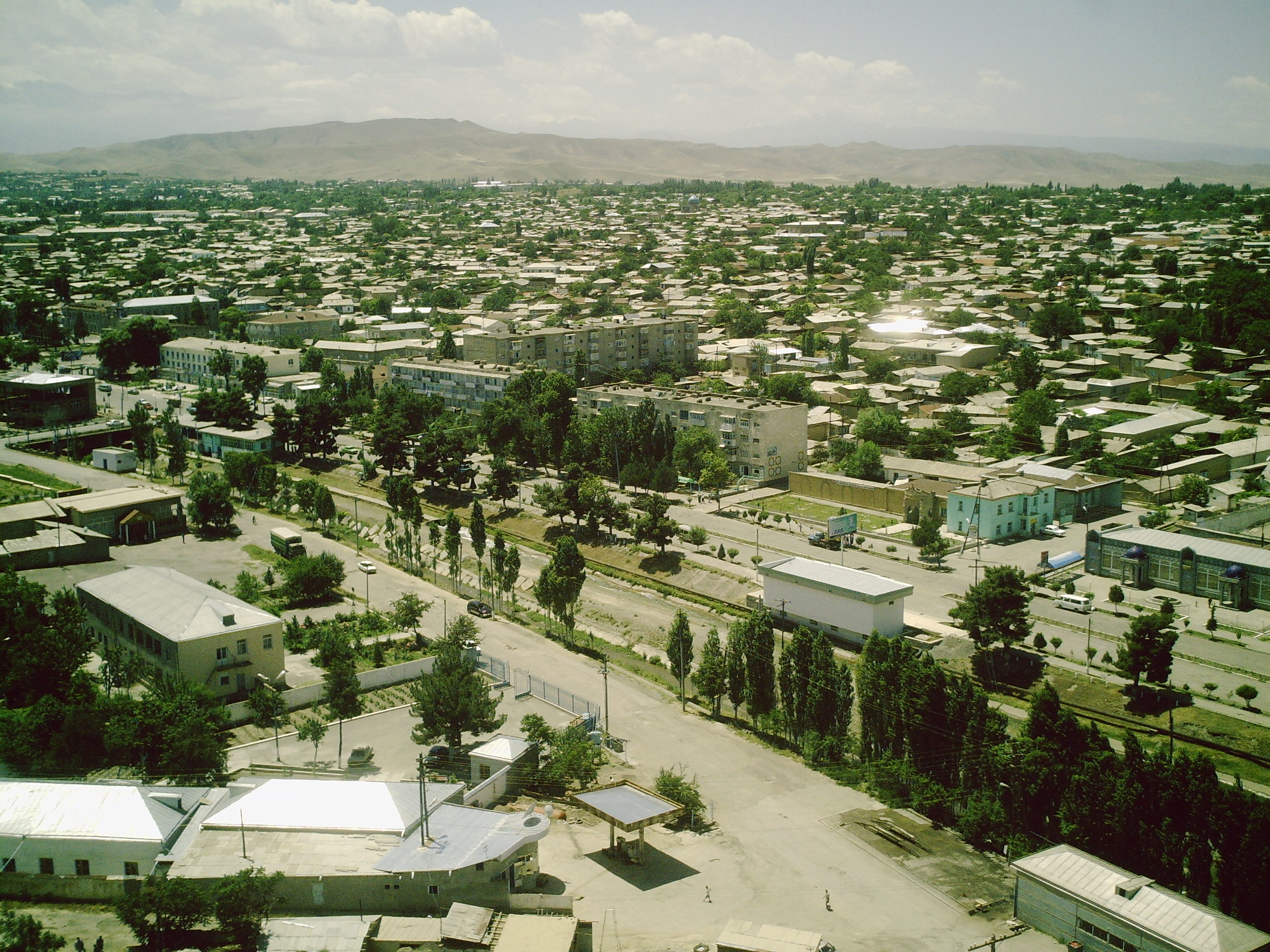
Vista general
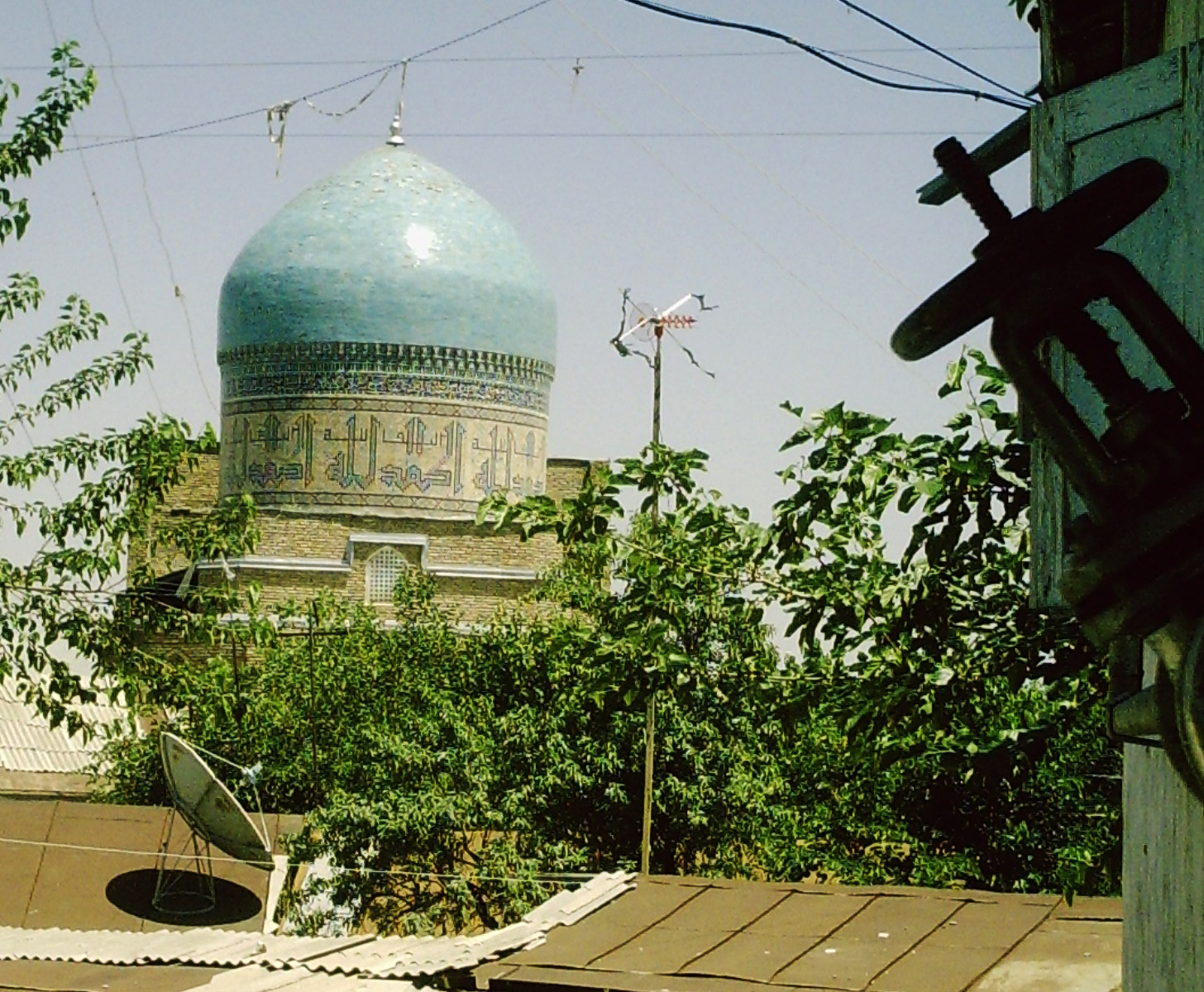
Madrassa d'Abdullatif
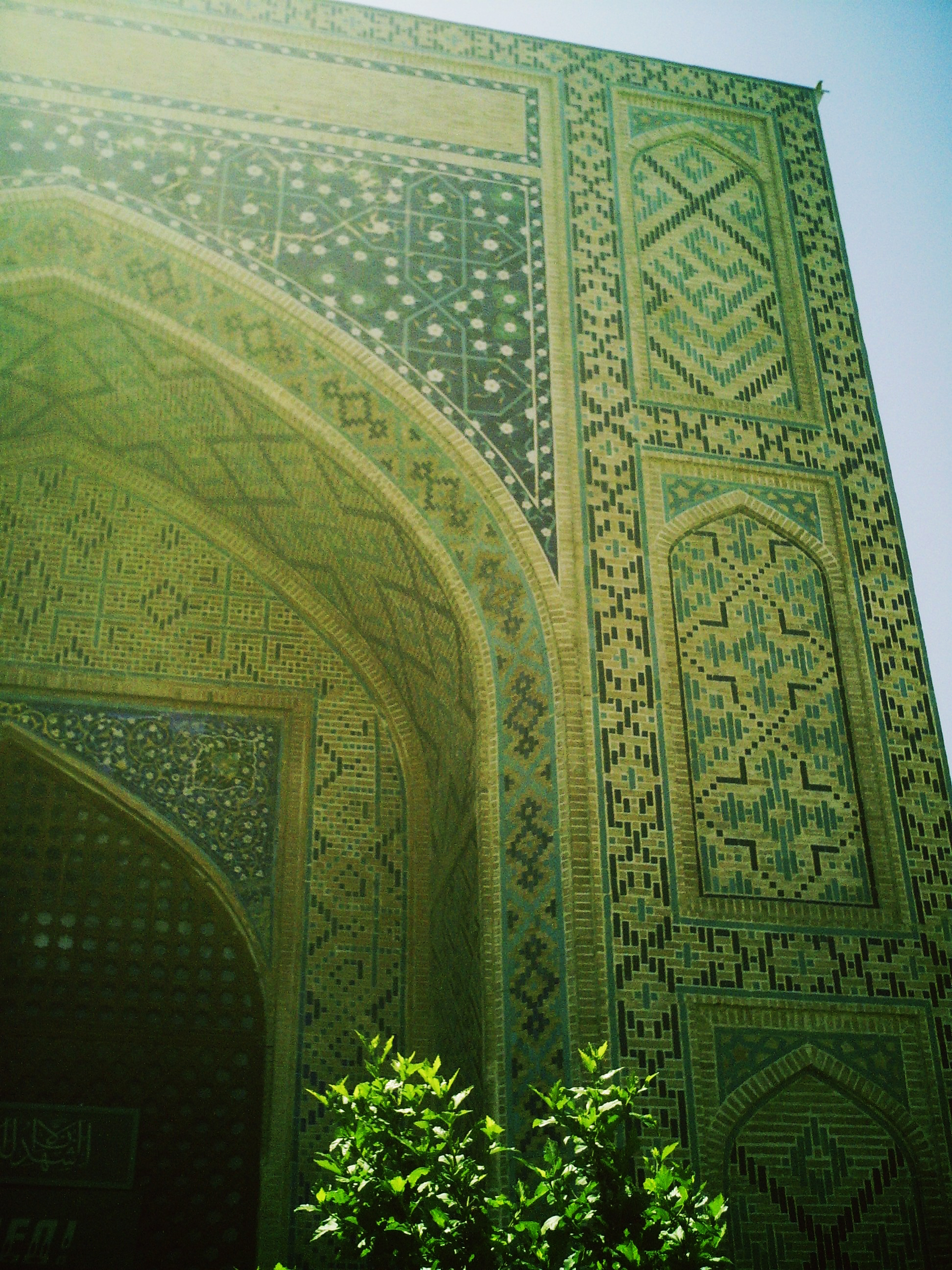
portal d'Abd al-Latif (Abdullatif)